# Timgrovea reticulata
Timgrovea reticulata är en svampart som först beskrevs av Gordon Herriot Cunningham, och fick sitt nu gällande namn av Bougher & Castellano 1993. Timgrovea reticulata ingår i släktet Timgrovea, klassen Agaricomycetes, divisionen basidiesvampar och riket svampar.   Inga underarter finns listade i Catalogue of Life.